# Шорчекасы
Шорчекасы́ (чув. Шорчекасси) — деревня в Чебоксарском районе Чувашской Республики. Административный центр Акулевского сельского поселения.

## География
Находится в северной части Чувашии на расстоянии приблизительно 13 км на восток по прямой от районного центра поселка Кугеси на правобережье реки Рыкша.

## История
Известна с 1747 года как выселок деревни Илеменева (ныне в составе Шорчекасов) с 67 жителями мужского пола. В 1763 году учтено 273 мужчины, в 1906 — 64 двора, 336 жителей, 1926 — 78 дворов, 362 жителя, 1939—406 жителей, 1979—545. В 2002 году было 229 дворов, в 2010—207 домохозяйств. В период коллективизации был образован колхоз «Илемень», в 2010 году работал колхоз им. Свердлова.

## Население
Постоянное население составляло 658 человек (чуваши 100 %) в 2002 году, 692 в 2010.